# هاشم أباد (فهرج)
هاشم أباد (بالفارسية: هاشم‌آباد) هي قرية تقع في البلدة المركزية في إيران. يقدر عدد سكانها بـ 296 نسمة.